# Tillmann Hahn
Tillmann Hahn (* 20. Januar 1969 in Darmstadt) ist ein deutscher Koch.

## Werdegang
Hahn absolvierte die Ausbildung zum Koch von 1991 bis 1993 bei Fritz Schilling in den Schweizer Stuben in Wertheim.
Nach dem Lehrabschluss 1993 wechselte er zum Landhaus Scherrer nach Hamburg und nach zwei  Monaten zur Neueröffnung in das Restaurant Marinas von Michael Wollenberg im Stadtteil Harburg. 1994 ging Hahn zum Restaurant Dieter Müller  im Schlosshotel Lerbach in Bergisch Gladbach.
Von 1995 bis 1999 arbeitete er im Mandarin Oriental Hotel in Hongkong. Dort avancierte er vom Sous-Chef zum stellvertretenden Küchendirektor.
Als Küchenchef kehrte er 1999 bis 2002 zurück in die Schweizer Stuben, wo er mit einem Michelin-Stern ausgezeichnet wurde. Danach wechselte er zur Neueröffnung des Kempinski Grand Hotel in Heiligendamm, wo er 2004 das seither mit einem Michelin-Stern ausgezeichnete Gourmet-Restaurant "Friedrich Franz" eröffnete. Hahn bekochte während des G8-Gipfel in Heiligendamm 2007 die Staats- und Regierungschefs.
Von Januar 2008 bis Dezember 2012 war Hahn Küchendirektor in der Yachthafenresidenz Hohe Düne in Rostock-Warnemünde, wo er 2008 das Restaurant "Der Butt" eröffnete, das mit einem Michelin-Stern ausgezeichnet wurde.
2013 gründete Hahn eine Betriebsgesellschaft, mit der er 2014 sein Restaurant Tillmann Hahns Gasthaus mit Feinkostladen in einer historischen Villa im Ostseebad Kühlungsborn öffnete. Ende Mai 2024 schloss er das Restaurant.

## Auszeichnungen
- 1996–1999, Best Restaurant in Hong Kong, Hong Kong Tatler
- 2000, Menü des Jahres, Gault Millau
- 1999–2002, 2004–2012 Michelin-Stern
- 2005–2009, Bester Koch Mecklenburg-Vorpommern
- Wellness Aphrodite für SPA-Food-Konzept "Wellness von Innen", 2012

## Publikationen
- Tillmann Hahn – SZ Bibliothek der Köche, Verlag Süddeutsche Zeitung 2008.
- Hahn kocht Fisch: Meine Lieblingsrezepte, Verlag Klatschmohn 2011.
- Die neue große Fischkochschule, Christian Verlag, München 2013.